# Медногорск
Медногорск (рус. Медногорск) град је у Оренбуршкој области у Русији.
По процени из 2004. имао је 30.800 становника. Статус града је добио 1939. године, а основан је 1933. године.
Налази се јужно од Урала на путу између два најважнија града ове области Оренбурга и Орска. Од Оренбурга је удаљен 224 km.

## Географија
Површина града износи 91,33 km².

## Становништво
Према прелиминарним подацима са пописа, у граду је 2010. живело становника, (%) више него 2002.
| 1939.  | 1959.  | 1970.  | 1979.  | 1989.  | 2002.  | 2010.  |
| ------ | ------ | ------ | ------ | ------ | ------ | ------ |
| 19.600 | 36.787 | 38.024 | 34.941 | 34.100 | 31.369 | 27.292 |